# Мурто, Вилма
Ви́лма А́нна Хе́лена Му́рто (фин. Wilma Anna Helena Murto; род. 11 июня 1998[…], Куусйоки, Западная Финляндия) — финская прыгунья с шестом, чемпионка Европы 2022 года, чемпионка Европы в помещении 2023 года, бронзовый призёр чемпионата мира 2023 года, член сборной Финляндии на летних Олимпийских играх 2016 и 2020/21 года.

## Карьера
В 2014 году, в возрасте 16 лет дебютировала на чемпионате мира по лёгкой атлетике среди юниоров в Юджине, показав 25-й результат (3,75 м).
31 января 2016 года в Цвайбрюккене установила новый мировой (в возрасте до 20 лет) юношеский рекорд для крытых помещений, где взяла высоту 4,71 м, побив прежний рекорд Финляндии, установленный Минной Никканен (4,6 м)
Она выиграла золотую медаль на чемпионате Европы по лёгкой атлетике 2022 года в Мюнхене, прыгнув на 4,85 м, повторив рекорд чемпионатов Европы, ранее установленный Екатериной Стефаниди, и установив новый рекорд Финляндии.
В 2023 году на чемпионате мира по лёгкой атлетике в Будапеште Вилма выиграла бронзу с результатом 4,80 метров.